# Cheiridium reyesi
Cheiridium reyesi är en spindeldjursart som beskrevs av William B. Muchmore 1992. Cheiridium reyesi ingår i släktet Cheiridium och familjen dvärgklokrypare. Inga underarter finns listade i Catalogue of Life.